# Magical Play
Magical Play (魔法遊戯 飛び出す!! ハナマル大冒険?, Mahō yūgi tobidasu!! Hanamaru daibōken) è un ONA, con disegni di Kiyohiko Azuma. Esso è apparso nel webcast dal 16 novembre 2001 al 3 maggio 2002, per un totale di 22 episodi. Tale satira sulle ragazze maghette in seguito è stata compressa in 4 episodi di mezz'ora ciascuno, e pubblicati su DVD. Inoltre un OAV in 3D è stato creato nel 2001. Da tale opera sono stati create due serie di manga, la prima disegnata da Yoshitaka Yoshino mentre la seconda da Yukimaru Katsura.

## Trama
Padudu, la protagonista, è una giovane ragazza che viaggia per un regno inventato, partendo da un luogo chiamato "Sea Heaven" mare del paradiso. Una volta arrivata in un regno lontano, lei sfida gli altri abitanti del luogo. Il suo obiettivo è collezionare diversi oggetti con il quale potrà diventare una magica ragazza sulla Terra. Nel suo viaggio incontra due strane ragazze che saranno sia sue rivali che compagne.

## Personaggi
Padudu (パドドゥ?, Padodu)
Doppiata da: Ai Tokunaga
Padudu è una ragazza di 12 anni un po' stupida proveniente da Sea Heaven. Il suo sogno è quello di diventare una ragazza magica sulla Terra. Il suo compagno, Uokichi, è un pesce che indossa come mantello e che usa come scorta di cibo in caso di necessità.
MyuMyu (ミュミュ?)
Doppiata da: Kazusa Murai
MyuMyu è una ragazza manipolatrice che vuole usare lo status di ragazza magica come trampolino di lancio per diventare la regina di Sweetland. Inganna Padudu facendole credere di essere una persona dolce e innocente. I suoi compagni sono due gatti, Lyka e Akyl, che indossa come costume da bagno.
Pipin (ピピン?)
Doppiata da: Ryōka Shima
Pipin è la rivale di Padudu. È una ragazza ossessiva che sta cercando in ogni modo di diventare la futura ragazza magica del pianeta Terra. Indossa un costume da coniglietta e il suo compagno è un coniglio che indossa come uno zaino.
Nonononn (ノノノン?, Nononon)
Doppiata da: Tomo Saeki
Nonononn è la criminale più ricercata di Sweetland. Fu tradita dalla regina Purilun mentre le due viaggiavano insieme per diventare entrambe ragazze magiche. Originaria di Sea Heaven, il suo compagno è uno squalo martello che si vede raramente nell'anime. Ha trascorso un po' di tempo in Giappone con una famiglia di classe media durante gli anni '60 ma sembra avere solamente dieci o quindici anni in più rispetto ad allora.
Purilun (プリルン?, Purirun)
Doppiata da: Yūko Minaguchi
La regina Purilun è la regina di Sweetland. Proprio come MyuMyu, si comporta in modo gentile e premuroso agli occhi del pubblico ma dietro le quinte è manipolatrice e crudele. Come Nonononn, ha trascorso diverso tempo in Giappone negli anni '60, ma nel suo caso in una ricca famiglia.
Zucchini (ズッキーニ?, Zukīni)
Doppiato da: Yumiko Kobayashi
Zucchini è il lacchè della regina Purilun. Viene mandato a spiare e intralciare MyuMyu e Nonononn. Tuttavia, ogni volta che escogita un piano, questo viene invariabilmente sventato dalla sua attrazione verso il seno di MyuMyu e dalla sua incompetenza.
Ketchup (ケチャップ?, Kechappu) e Mustard (マスタード?, Masutādo)
Doppiate da: Ryōko Nagata (Ketchup) e Nanae Katō (Mustard)
Ketchup e Mustard fanno parte della stazione di polizia di Dance Valley, ovvero le forze dell'ordine di Sweetland. Passano la maggior parte del loro tempo a inseguire Nonononn e ad arrestare falsamente Padudu. Ketchup è di un grado superiore rispetto a Mustard.

## Accoglienza
Chris Beveridge di AnimeOnDVD recensì la serie trovando che fosse difficile darle un giudizio preciso. Risultava sicuramente un lavoro strano e non sembrava all'altezza degli stessi standard di alcuni dei lavori precedenti ad opera degli stessi autori, ma aveva un certo fascino in quanto si accompagnava al suo senso dell'umorismo insolito e al modo in cui "incasinava" i personaggi a volte e li portava ad affrontare sfide imbarazzanti. La pura stranezza dell'ambientazione a volte, almeno inizialmente, probabilmente avrebbe fatto annoiare alcune persone e che ci sarebbe voluto un bel po' per capirla abbastanza da ridere per quello che stava succedendo e apprezzare effettivamente i personaggi. Concluse affermando che risultava una buona serie autonoma e disimpegnata.
Tim Jones di THEM Anime Reviews trovò Magical Play come un'esperienza frustrante. Sembrava che la serie fosse stata prodotta solo per fare soldi piuttosto che per divertimento, facendo affidamento sul nome di un famoso mangaka per farlo. Sebbene gli ultimi episodi fossero molto migliori dei primi, e alcune battute di un annunciatore che appare casualmente fossero divertenti, la maggior parte della seria era noiosa, stupida e poco divertente. Senza alcuna conclusione e senza nessuna risoluzione degli eventi, lo spettatore si sarebbe ritrovato ingannato e di aver perso tempo fino alla fine. Concluse affermando che l'opera era destinata esclusivamente ai fanatici sfegatati del genere mahō shōjo e che serviva a mostrare il punto più basso della carriera di Kiyohiko Azuma, consigliò caldamente di stare lontani da Magical Play.